# Sanford A. Moeller
Sanford Augustus „Gus“ Moeller (* 1879 in Albany, New York; † 1961 ) war ein US-amerikanischer Schlagzeuger, Musikpädagoge und Autor. Er machte die sogenannte „Moeller-Methode“ bzw. „Moeller-Technik“ bekannt, in der Schlagzeuger sich auf das Spiel der Snare-Drum konzentrieren.

## Leben und Wirken
Moeller begann seine Ausbildung am Klavier, bevor er zum Schlagzeug wechselte, an dem ihn August Helmicke unterrichtete, einer der Trommler aus John Philip Sousas Orchester. Nach dem Militärdienst zog er nach New York, wo er in Vaudeville-Shows zusammen mit George M. Cohen auftrat, mit dem er ab 1925 auch auf Konzertreisen ging. Immer wieder beobachtete er andere Schlagzeuger und fasste deren Techniken als Moeller-Technik zusammen. 1918 veröffentlichte er sein Schlagzeuger-Lehrbuch, das die Technik des Rudimentspiels hervorhob und die nach ihm benannte Technik vorstellte. Es enthält neben musikalischer Grundlagenforschung und (wenigen) Hinweisen auf die Techniken der alten Armeetrommler das vollständige Camp Duty of the US Army sowie eine Auswahl bekannter Rudiment-Stücke. Moeller legte sehr viel Wert auf die Erhaltung der Rudiments und ihrer Interpretation in der ursprünglichen Form. Ende der 1920er Jahre ließ er sich als Musiklehrer nieder. Auch spielte er in der Metropolitan Opera. Weniger bekannt ist, dass Moeller auch ein Experte in der Konstruktion von Schlagzeugen war. Als Lehrer hatte er einen starken Einfluss auf frühe Jazz-Schlagzeuger wie Gene Krupa oder Jim Chapin. Auch Schlagzeuger wie Jojo Mayer und Claus Heßler sind in ihrem Spiel durch die Moeller-Technik beeinflusst.

## Schriften
- The Moeller Book. Ludwig Music Publishing Co., 1956.